# Bicazu Ardelean
Bicazu Ardelean è un comune della Romania di 4 126 abitanti, ubicato nel distretto di Neamț, nella regione storica della Moldavia. 
Il comune è formato dall'unione di 3 villaggi: Bicazu Ardelean, Telec, Ticoș.